# Polcă

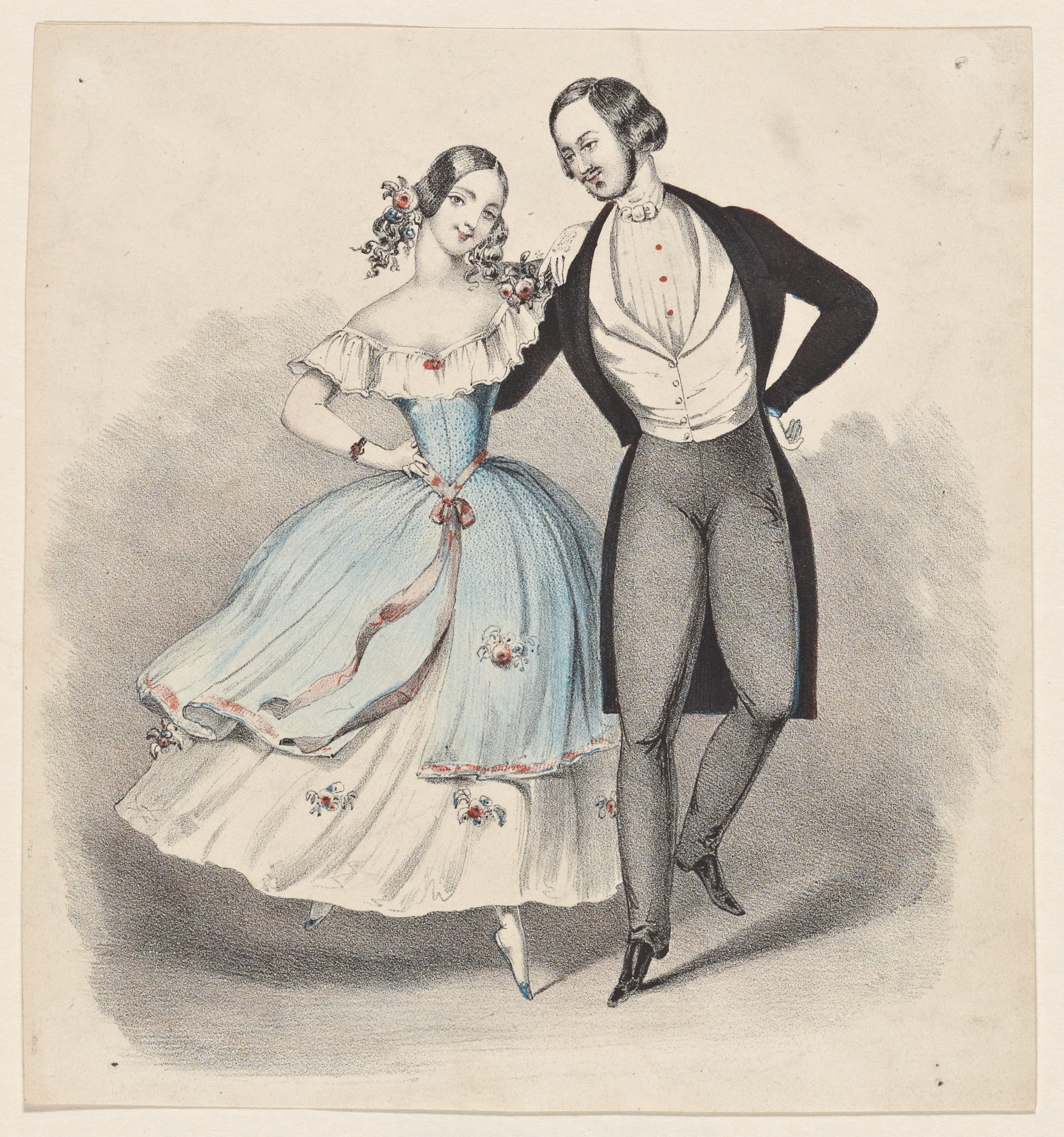

Polca este un dans de origine cehă și gen de muzică de dans familiar în întreaga Europa și în cele două Americi. El își are originea la mijlocul secolului al 19-lea în Boemia, care face parte acum din Republica Cehă. Polca rămâne un gen muzical popular în multe țări europene și este interpretat de către artiști populari din Republica Cehă, Germania, Austria, Polonia, Croația, Slovenia, Elveția și într-o mai mică măsură în Letonia, Lituania, Olanda, Ungaria, Italia, Ucraina, România, Belarus, Rusia și Slovacia. Varietăți locale ale acestui dans sunt întâlnite, de asemenea, în țările nordice, Marea Britanie, Irlanda, America Latină și Statele Unite ale Americii.

## Istorie

### Etimologie

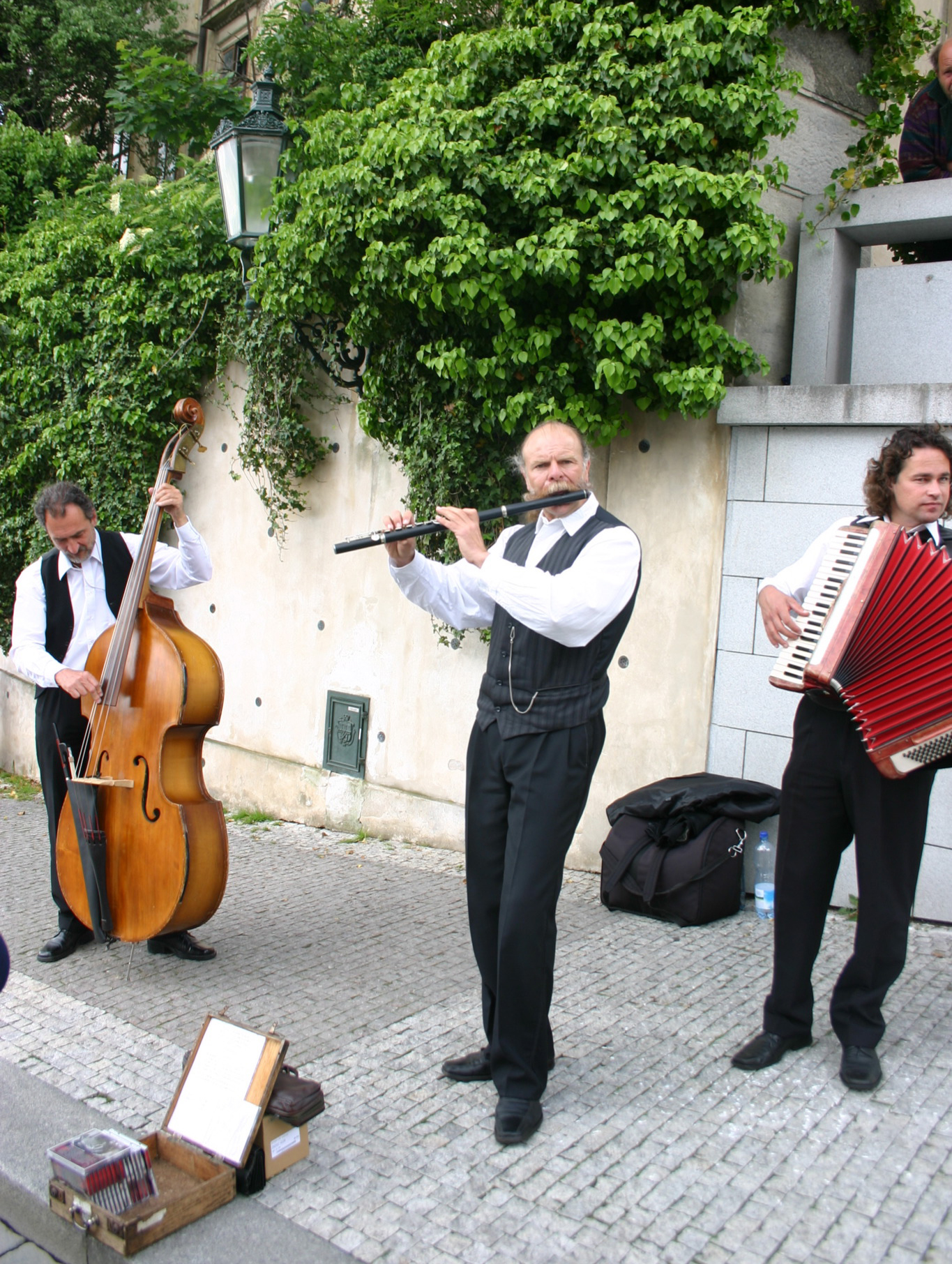
Muzicieni stradali din Praga interpretând o polcă

Cuvântul a fost introdus pe scară largă în principalele limbi europene la începutul anilor 1840. El nu trebuie confundat cu polska, un dans suedez cu rădăcini poloneze (cf. polka-mazurka). Un dans asemănător este redowa. Muzica populara în stil polca a apărut ca muzică scrisă în jurul anului 1800.

### Origine și popularitate
Începutul răspândirii dansului și acompaniamentului muzical numit polca este atribuită, în general, unei tinere femei, Anna Slezáková (născută Anna Chadimová), care dansa pentru a acompania un cântec popular local numit „Strýček Nimra koupil šimla” sau „Unchiul Nimra a cumpărat un cal alb” în 1834. S-a spus că ea numea acest dans Maděra, din cauza voiciunii sale. Dansul a fost în continuare propagat de profesorul de muzică Josef Neruda, care a observat dansurile Annei, a scris partitura melodiei și i-a învățat pe alți tineri să danseze. Čeněk Zíbrt afirmă că pretenția că aceste evenimente ar fi avut loc în Týnec nad Labem, Boemia este incorectă. Zibrt scrie că, atunci când a publicat această poveste tradițională în 1894 în ziarul Narodni Listy, el a primit scrisori de la martori oculari. El a scris că, potrivit mărturiei unei femei, întâmplarea ar fi avut loc în anul 1830, în Kostelec nad Labem, unde ea a lucrat ca menajeră. Zíbrt scrie că el a publicat prima versiune a poveștii (cu nume de locuri incorecte) în Bohemia (5 iunie 1844), de unde a fost retipărită în toată Europa și în Statele Unite ale Americii. Zíbrt a scris, de asemenea, că poporul ceh susținea că dansa polca cu mult înainte ca el să devină un dans nobiliar, fiind un dans popular ceh.
Prin 1835, acest dans s-a răspândit în sălile de bal din Praga. De acolo, s-a răspândit la Viena prin 1839 și în 1840 a fost introdus la Paris de către Raab, un indtructor de dans din Praga.
A fost atât de bine primit atât de dansatori, cât și de instructorii de dans din Paris că popularitatea sa a fost menționată ca „polkamania”. Dansul s-a răspândit în curând la Londra și a fost introdus în America în anul 1844. A rămas un dans popular până la sfârșitul secolului al XIX-lea, când va fi înlocuit de step și de noi dansuri ragtime.
Dansurile Polka s-au bucurat de o renaștere a popularității sale după cel de-al Doilea Război Mondial, când mulți refugiați polonezi s-au stabilit în SUA, adoptând stilul boemian ca un dans cultural. Seratele de dansuri Polka sunt organizate săptămânal în multe părți ale SUA, cu populații semnificative de origine central-europeană. Ele pot fi întâlnite și în unele părți din America de Sud.